# تراوو
تراوو (به ایتالیایی: Travo) یک کومونه در ایتالیا است که در استان پیاچنزا واقع شده‌است.

## خصوصیات
تراوو ۸۰٫۴ کیلومترمربع مساحت و ۲٬۰۳۲ نفر جمعیت دارد.